# Červek
Červek je priimek v Sloveniji, ki ga je po podatkih Statističnega urada Republike Slovenije na dan 1. januarja 2010 uporabljalo 133 oseb in je med vsemi priimki po pogostosti uporabe uvrščen na 3.361. mesto.

## Znani nosilci priimka
- Brane T. Červek, pustolovec, ustanovitelj šole preživetja v naravi; prvi Evropejec?, ki so ga posvojili Aborigini
- Jožica (Josipina Ana) Červek, zdravnica onkologinja
- Matjaž Červek, agronom-zootehnik
- Samo Červek (*1969), pravnik, predsednik Državne revizijske komisije
- Sandi Červek (*1960), slikar
- Slavko Červek, snemalec v Cerknici (pustovanje...)
- Stanislav Červek (1937–2023), biolog, ekolog (talnih) živali, doc. BF